# Paranthura australis
Paranthura australis is een pissebed uit de familie Paranthuridae. De wetenschappelijke naam van de soort is voor het eerst geldig gepubliceerd in 1881 door William Aitcheson Haswell.